# 1289 Kutaissi
Kutaissi (asteróide 1289) é um asteróide da cintura principal com um diâmetro de 25,62 quilómetros, a 2,6940021 UA. Possui uma excentricidade de 0,0584571 e um período orbital de 1 767,79 dias (4,84 anos).
Kutaissi tem uma velocidade orbital média de 17,608154 km/s e uma inclinação de 1,61241º.
Esse asteróide foi descoberto em 19 de Agosto de 1933 por Grigory Neujmin.